# (613) Ginevra
(613) Ginevra est un astéroïde de la ceinture principale.

## Description
(613) Ginevra est un astéroïde de la ceinture principale découvert par August Kopff le 11 octobre 1906 à l'observatoire de Heidelberg.

## Nom
L'astéroïde a très probablement été ainsi baptisé en référence à la reine Guenièvre, épouse du Roi Arthur dans la légende arthurienne.